# Championnat de Lettonie d'échecs
Le championnat de Lettonie d'échecs (en letton : Latvijas Šaha čempionāts) est une compétition  d'échecs créée en 1924. Il est organisé par la fédération lettone des échecs (en letton : Latvijas Šaha federācija, qui s'appelait auparavant l'Union lettone des échecs, (en letton : Latvijas Šaha savienība).

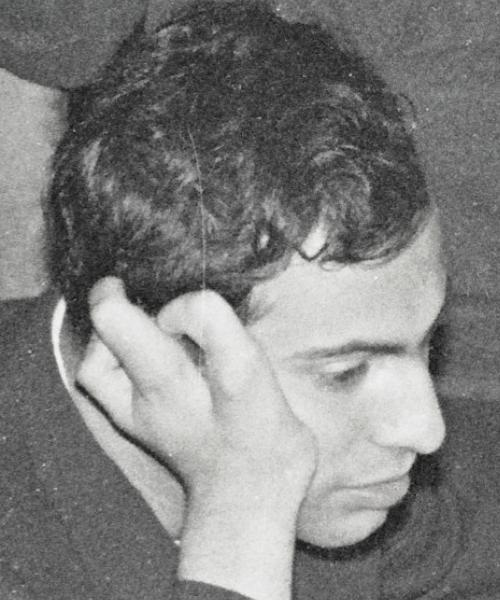
Mikhail Tal a été vainqueur deux fois - en 1953 et 1965.

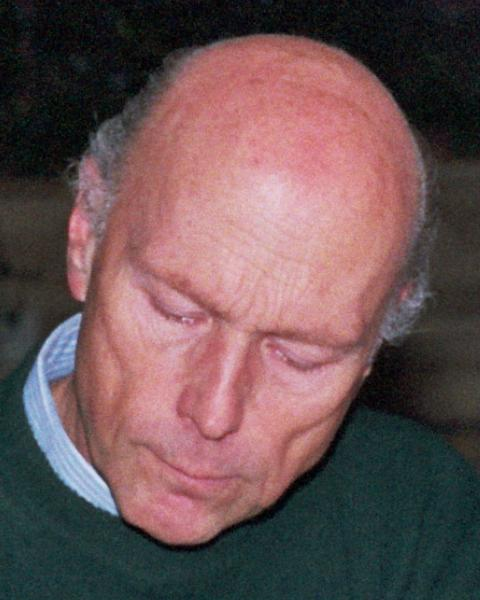
Jānis Klovāns a remporté le championnat de Lettonie à neuf reprises: 1954, 1962, 1967, 1968, 1970, 1971, 1975, 1979 et 1986.

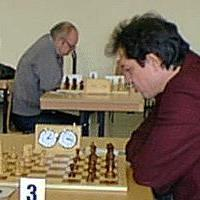
Edvīns Keņģis est huit fois champion de Lettonie, remportant le concours national en 1984, 1987, 1988, 1989, 1990, 1997, 2004 et 2005.

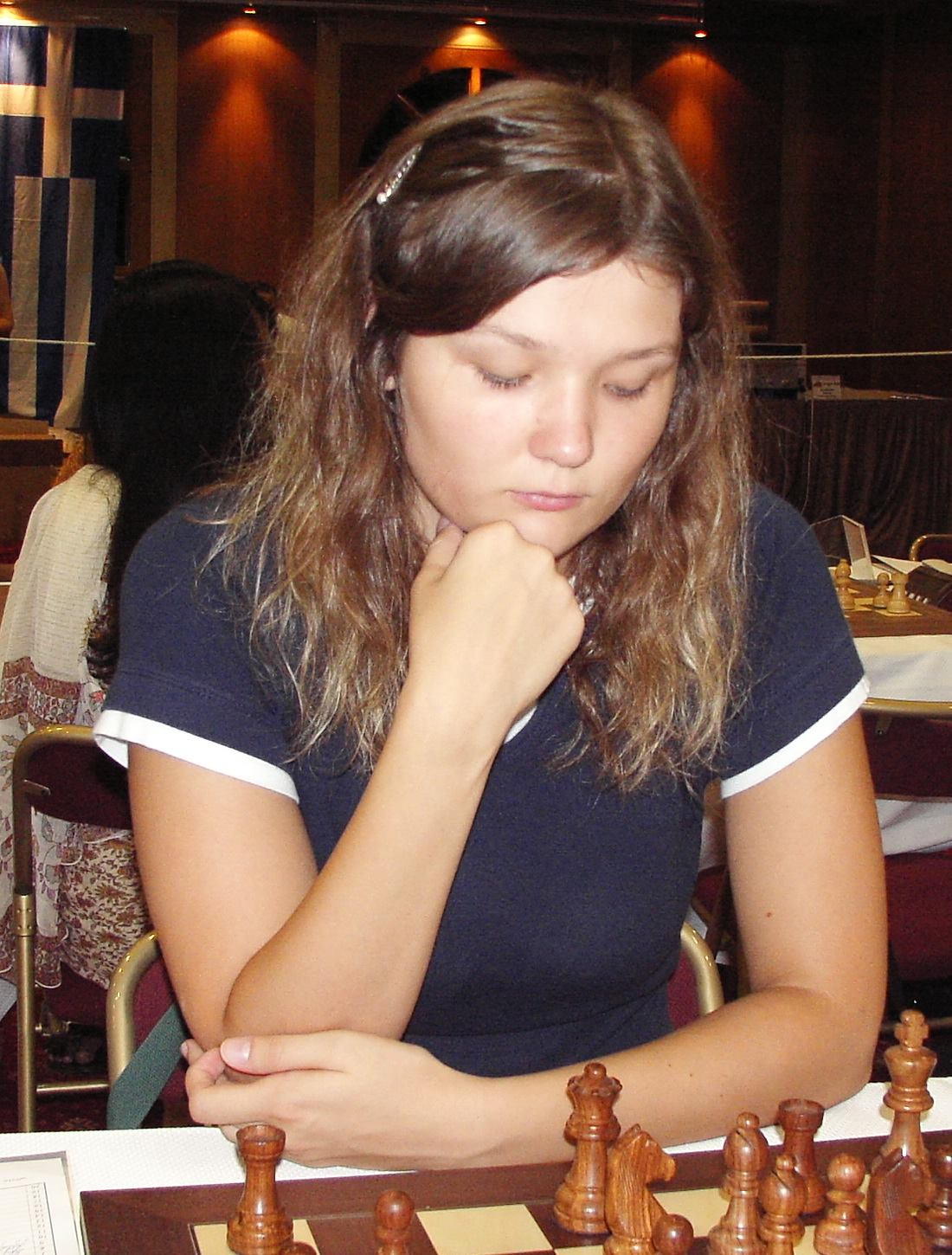
Laura Rogule a remporté dix fois le championnat letton d'échecs féminin: 2003, 2005, 2006, 2009, 2010, 2011, 2013, 2015, 2016 et 2020.

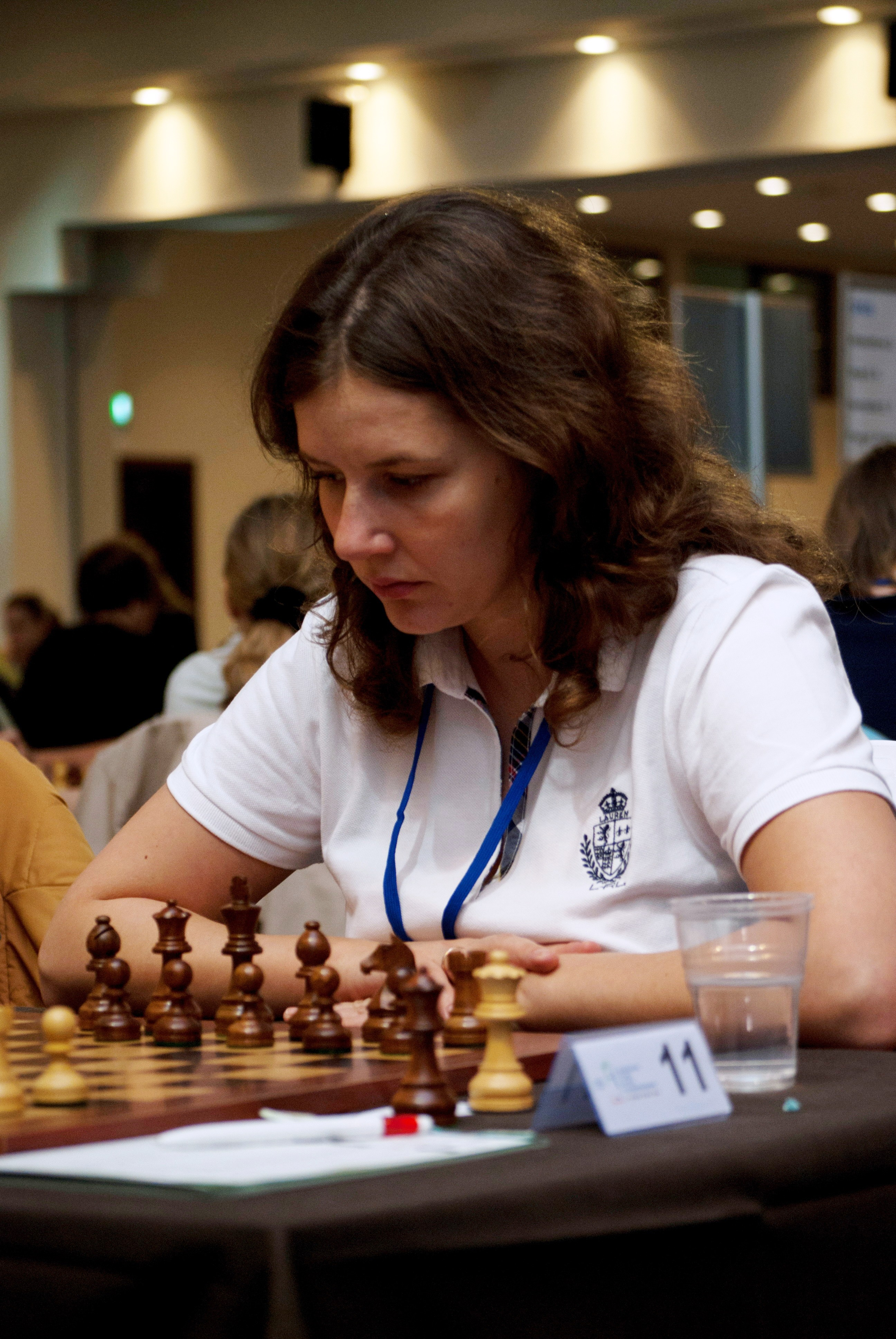
Dana Reizniece-Ozola a remporté le championnat d'échecs de Lettonie en 1998, 1999, 2000 et 2001.

## Historique
Les premiers joueurs d'échecs professionnels lettons apparaissent dès le XIXe siècle, lorsque la Lettonie faisait partie de l'Empire russe . Ils participaient à des tournois d'échecs et à des congrès syndicaux organisés par l'association des échecs de Riga, fondée en 1890. Après la Première Guerre mondiale et la guerre d'indépendance de la Lettonie et la création de l'Union lettone des échecs en 1924, le championnat d'échecs letton commence sous le nom de Congrès des échecs lettons dont la première édition a eu lieu à Riga.
Du fait du début de l' occupation soviétique de la Lettonie, l'édition de 1940 n'a pas pu se tenir, mais en 1941 le premier championnat d'échecs de la RSS de Lettonie a été joué. Le tournoi a également été joué une fois pendant l' occupation allemande pendant la Seconde Guerre mondiale, en 1943. Après la restauration de l'indépendance de la Lettonie, le championnat reprend son nom à partir de 1990.
Le tournoi se tient principalement dans la capitale Riga et dans le village de Mežezers de la municipalité de Pļaviņas, dans le sud de Vidzeme .

## Championnats et lauréats
| Année    | Ville                               | Vainqueur du championnat mixte         | Championne de Lettonie          |
| -------- | ----------------------------------- | -------------------------------------- | ------------------------------- |
| 1924     | Riga                                | Hermanis Matisons                      |                                 |
| 1927     | Riga                                | Fricis Apšenieks                       |                                 |
| 1931     | Riga                                | Vladimirs Petrovs                      |                                 |
| 1932     | Riga                                | Movsas Feigins                         |                                 |
| 1934     | Riga                                | Fricis Apšenieks                       |                                 |
| 1935     | Riga                                | Vladimirs Petrovs                      |                                 |
| 1937     | Riga                                | Vladimirs Petrovs                      | Milda Lauberte[2]               |
| 1939     | Riga                                | Vladimirs Petrovs                      | Elise Vogel[3]                  |
| 1941     | Riga                                | Alexander Koblencs                     | Marta Krūmiņa                   |
| 1943     | Riga                                | Igors Ždanovs                          | Milda Lauberte                  |
| 1944     | Odelnaïa, en Russie                 | Voldemārs Mežgailis                    |                                 |
| 1945     | Riga                                | Alexander Koblencs[4]                  |                                 |
| 1946     | Riga                                | Alexander Koblencs                     |                                 |
| 1947     | Riga                                | Zigfrīds Solmanis                      |                                 |
| 1948     | Riga                                | Augusts Strautmanis[5]                 | Milda Lauberte                  |
| 1949     | Riga                                | Alexander Koblencs[6]                  | Milda Lauberte                  |
| 1950     | Riga                                | Voldemārs Mežgailis                    | Milda Lauberte                  |
| 1951     | Riga                                | Mark Pasman                            | Milda Lauberte                  |
| 1952     | Riga                                | Jānis Kļaviņš                          | Milda Lauberte[7]               |
| 1953     | Riga                                | Mikhail Tal                            | Milda Lauberte                  |
| 1954     | Riga                                | Jānis Klovāns                          | Milda Lauberte[8]               |
| 1955     | Riga                                | Aivars Gipslis                         | Milda Lauberte[9]               |
| 1956     | Riga                                | Aivars Gipslis                         | Milda Lauberte                  |
| 1957     | Riga                                | Aivars Gipslis                         | Milda Lauberte[10]              |
| 1958     | Riga                                | Israel Zilber[11]                      | Zara Nakhimovskaya              |
| 1959     | Riga                                | Kārlis Klāsups[12]                     | Zara Nakhimovskaya              |
| 1960     | Riga                                | Aivars Gipslis                         | Milda Lauberte                  |
| 1961     | Riga                                | Aivars Gipslis                         | Zara Nakhimovskaya              |
| 1962     | Riga                                | Jānis Klovāns                          | Zara Nakhimovskaya              |
| 1963     | Riga                                | Aivars Gipslis                         | Astra Klovāne                   |
| 1964     | Riga                                | Aivars Gipslis                         | Astra Klovāne                   |
| 1965     | Riga                                | Mikhail Tal                            | Astra Klovāne                   |
| 1966     | Riga                                | Aivars Gipslis                         | Benita Vēja[13]                 |
| 1967     | Riga                                | Jānis Klovāns                          | Vija Rožlapa                    |
| 1968     | Riga                                | Jānis Klovāns[14]                      | Sarma Sedleniece[15]            |
| 1969     | Riga                                | Anatolijs Šmits[16]                    | Astra Klovāne                   |
| 1970     | Riga                                | Jānis Klovāns                          | Astra Klovāne                   |
| 1971     | Riga                                | Jānis Klovāns                          | Vija Rožlapa                    |
| 1972     | Riga                                | Lev Gutman                             | Vija Rožlapa                    |
| 1973     | Daugavpils (général) Riga (féminin) | Alvis Vitolinš                         | Tamāra Vilerte Ingrīda Priedīte |
| 1974     | Riga                                | Juzefs Petkēvičs Vladimir Kirpichnikov | Vija Rožlapa                    |
| 1975     | Riga                                | Jānis Klovāns Anatolijs Šmits          | Astra Goldmane                  |
| 1976     | Riga                                | Alvis Vitolinš                         | Ilze Rubene                     |
| 1977     | Riga                                | Alvis Vitolinš                         | Astra Klovāne                   |
| 1978     | Riga                                | Alvis Vitolinš                         | Astra Klovāne                   |
| 1979     | Riga                                | Jānis Klovāns                          | Ingrīda Priedīte                |
| 1980     | Riga                                | Valērijs Žuravļovs                     | Tatjana Voronova                |
| 1981     | Riga                                | Aleksander Wojtkiewicz                 | Astra Goldmane                  |
| 1982     | Riga (général), Jūrmala (féminin)   | Alvis Vitolinš                         | Anda Šafranska                  |
| 1983     | Riga                                | Alvis Vitolinš                         | Astra Goldmane[17]              |
| 1984     | Riga                                | Edvīns Ķeņģis                          | Anda Šafranska                  |
| 1985     | Riga                                | Alvis Vitolinš Juzefs Petkēvičs        | Tatjana Voronova                |
| 1986     | Riga                                | Jānis Klovāns[18]                      | Tatjana Voronova                |
| 1987     | Riga                                | Edvīns Ķeņģis                          | Tatjana Voronova                |
| 1988     | Riga                                | Edvīns Ķeņģis                          | Natālija Jerjomina              |
| 1989     | Riga                                | Edvīns Ķeņģis[19]                      | Ingūna Erneste                  |
| 1990     | Riga                                | Edvīns Ķeņģis                          | Anda Šafranska                  |
| 1991     | Riga                                | Normunds Miezis[20],[21]               | Anda Šafranska                  |
| 1992     | Riga                                | Valērijs Žuravļovs[22]                 | Anna Hahn[23]                   |
| 1993     | Riga                                | Zigurds Lanka                          | Anda Šafranska                  |
| 1994     | Riga                                | Valērijs Žuravļovs                     | Anda Šafranska[24]              |
| 1995     | Riga                                | Igors Rausis                           | Ilze Rubene[25]                 |
| 1996     | Riga                                | Daniel Fridman                         | Anda Šafranska                  |
| 1997     | Riga                                | Edvīns Ķeņģis                          | Anda Šafranska                  |
| 1998     | Riga                                | Māris Krakops[26]                      | Dana Reizniece[27]              |
| 1999     | Riga                                | Arturs Neikšāns                        | Dana Reizniece                  |
| 2000     | Riga                                | Viesturs Meijers                       | Dana Reizniece                  |
| 2001     | Riga                                | Guntars Antoms                         | Dana Reizniece                  |
| 2002     | Riga                                | Ilmārs Starostīts[28]                  | Ingūna Erneste                  |
| 2003     | Riga                                | Evgueny Svechnikov                     | Laura Rogule                    |
| 2004     | Riga                                | Edvīns Ķeņģis[29]                      | Ilze Bērziņa[29]                |
| 2005     | Riga                                | Edvīns Ķeņģis                          | Laura Rogule                    |
| 2006     | Riga                                | Normunds Miezis                        | Laura Rogule                    |
| 2008     | Mežezers (Pļaviņas)                 | Evgueny Svechnikov                     | Ilze Bērziņa                    |
| 2009     | Mežezers (Pļaviņas)                 | Vitālijs Samoļins[30]                  | Laura Rogule                    |
| 2010     | Mežezers (Pļaviņas)                 | Evgueny Svechnikov                     | Laura Rogule                    |
| 2011     | Mežezers (Pļaviņas)                 | Arturs Neikšāns                        | Laura Rogule                    |
| 2012     | Riga                                | Vitālijs Samoļins                      | Ilze Bērziņa                    |
| 2013     | Riga                                | Igor Kovalenko                         | Laura Rogule                    |
| 2014     | Riga                                | Igor Kovalenko                         | Katrīna Šķiņķe                  |
| 2015     | Riga                                | Arturs Neikšāns                        | Laura Rogule                    |
| 2016     | Riga                                | Vladimirs Svešņikovs                   | Laura Rogule                    |
| 2017     | Riga                                | Arturs Bernotas                        | Linda Krūmiņa                   |
| 2018     | Riga                                | Ņikita Meškovs                         | Elizabete Limanovska            |
| 2019     | Riga                                | Arturs Neikšāns                        | Ilze Bērziņa                    |
| 2020[31] | Riga                                | Zigurds Lanka (en)                     | Laura Rogule                    |
| 2021     | Riga                                | Rolands Bērziņš                        | Laura Rogule                    |
| 2022[32] | Riga                                | Ilmārs Starostīts (en)                 | Laura Rogule                    |
| 2023     | Riga                                | Toms Kantāns[33]                       | Laura Rogule[34]                |
| 2024     | Riga                                | Guntis Jankovskis[35]                  | Ilze Bērziņa[36]                |
| 2025     | Riga                                | Arturs Neikšāns[37]                    | Marija Kuznecova[38]            |

## Multiples vainqueurs

### Palmarès mixte
| #  | Joueur              | Titres obtenus | Années                                             |
| -- | ------------------- | -------------- | -------------------------------------------------- |
| 1  | Jānis Klovāns       | 9              | 1954, 1962, 1967-1968, 1970-1971, 1975, 1979, 1986 |
| 2  | Aivars Gipslis      | 8              | 1955 à 1957, 1960-1961, 1963-1964, 1966            |
| 3  | Edvīns Ķeņģis       | 8              | 1984, 1987 à 1990, 1997, 2004-2005                 |
| 4  | Alvis Vītoliņš      | 7              | 1973, 1976 à 1978, 1982-1983, 1985                 |
| 5  | Arturs Neikšāns     | 5              | 1999, 2011, 2015, 2019, 2025                       |
| 6  | Vladimirs Petrovs   | 4              | 1930, 1935, 1937, 1938                             |
| 7  | Aleksandrs Koblencs | 4              | 1941, 1945-1946, 1949                              |
| 8  | Valērijs Žuravļovs  | 3              | 1980, 1992, 1994                                   |
| 9  | Evgueny Svechnikov  | 3              | 2003, 2008, 2010                                   |
| 10 | Fricis Apšenieks    | 2              | 1927, 1934                                         |
| 11 | Voldemārs Mežgailis | 2              | 1944, 1950                                         |
| 12 | Mikhaïl Tal         | 2              | 1953, 1965                                         |
| 13 | Anatolijs Šmits     | 2              | 1969, 1975                                         |
| 14 | Juzefs Petkēvičs    | 2              | 1974, 1985                                         |
| 15 | Normunds Miezis     | 2              | 1991, 2006                                         |
| 16 | Vitālijs Samoļins   | 2              | 2009, 2012                                         |
| 17 | Igor Kovalenko      | 2              | 2013-14                                            |
| 18 | Zigurds Lanka       | 2              | 1993, 2020                                         |
| 19 | Ilmārs Starostīts   | 2              | 2002, 2022                                         |

### Palmarès féminin
| #  | Championne         | Titres | Victoires                                                  |
| -- | ------------------ | ------ | ---------------------------------------------------------- |
| 1  | Milda Lauberte     | 13     | 1937, 1943, 1948 à 1957, 1960                              |
| 2  | Laura Rogule       | 13     | 2003, 2005-2006, 2009 à 2011, 2013, 2015-2016, 2020 à 2023 |
| 3  | Anda Šafranska     | 8      | 1982, 1984, 1990-1991, 1993-1994, 1996-1997                |
| 4  | Astra Klovāne      | 7      | 1963 à 1965, 1969-1970, 1977-1978                          |
| 5  | Ilze Bērziņa       | 5      | 2004, 2008, 2012, 2019, 2024                               |
| 6  | Zara Nakhimovskaya | 4      | 1958-1959, 1961-1962                                       |
| 7  | Vija Rožlapa       | 4      | 1967, 1971-1972, 1974                                      |
| 8  | Tatjana Voronova   | 4      | 1980, 1985 à 1987                                          |
| 9  | Dana Reizniece     | 4      | 1998 à 2001                                                |
| 10 | Astra Goldmane     | 3      | 1975, 1981, 1983                                           |
| 11 | Ingrīda Priedīte   | 2      | 1973, 1979                                                 |
| 12 | Ilze Rubene        | 2      | 1976, 1995                                                 |
| 13 | Ingūna Erneste     | 2      | 1989, 2002                                                 |

## Champions d´´echecs par correspondance
1. Igors Ždanovs (1958-1959)
2. Jānis Ūdris (1959-1960)
3. Mikelis Mickēvičs (1961-1962)
4. Peteris Šadurkis (1962-1963)
5. Genadijs Kuzmičovs (1965-1966)
6. Nikolais Žuravlevs (1968-1969)
7. Janis Vitomskis (1970-1971)
8. Janis Vitomskis (1971-1972)
9. Edvins Vitolinš (1973-1974)
10. Nikolajs Žuravlevs (1975-1977)
11. Juris Markauss (1977-1980)
12. Juris Saksis (1980-1982)
13. Gunars Himlers (1983-1984)
14. Fjodors Feldmuss (1985-1986)
15. Fjodors Feldmuss (1987-1988)
16. Imants Abolinš (1989-1991)
17. Uldis Rinkis (1991-1993)
18. Alvars Skuja (1993-1995)
19. Talis Viksna (1996-1997)
20. Ilmars Graudniš (1997-1999)
21. Alvars Skuja (1999-2001)
22. Peteris Factovičs (2001-2003)
23. Ilmars Graudinš (2003-2005)
24. Raivo Dzenis (2004-2006)  [39]
25. Vladimirs Istlajevs (2006-2008)  [40]
26. Maigonis Avotinš (2005-2009)  [41]
27. Leonids Borisovs (2007-2010)  [42]
28. Sergejs Klimakovs (2010-2012)  [43]
29. Nikolajs Limanskis (2011-2013)  [44]
30. Nikolajs Limanskis (2013-2015)  [45]
31. Ilmars Graudinš (2016-2017)  [46]
32. Donalds Ābolinš-Ābols (2018-2019)  [47]
33. Ilmars Graudinš (2020-2021)  [48]